# 総理府人事局
総理府人事局（そうりふじんじきょく）は総理府に置かれていた内局である。国家公務員の人事行政、給与制度などを業務としていた。

## 概要
国際労働機関（ILO）第78号条約の批准に伴う国内法整備により、従前は人事院のみとされてきた中央人事行政機関に内閣総理大臣が位置付けられた。人事管理の責任体制を確立するため、総理府に人事局が設置され、人事院とともに人事行政の一部を担うことになった。
1984年7月1日に人事局は恩給局や統計局などとともに総務庁へ移された。

## 所掌事務
所掌
国家公務員法の一部を改正する法律中の総理府設置法の一部改正（昭和40年5月18日法律第120号）第4条の2に所掌事務が規定されていた。
```
（人事局の所掌事務）
第6条の3 人事局においては、次に掲げる事務をつかさどる。
一 
国家公務員
に関する制度に関し調査し、研究し、及び企画すること。
二 国家公務員等の
人事管理
に関する各
行政機関
の方針、計画等の総合調整に関すること。
三 
一般職
の国家公務員の能率、厚生、服務その他の
人事
行政
（
人事院
の所掌に属するものを除く）に関すること。
四 国家公務員等の退職手当に関すること。
五 
特別職
の国家公務員の給与制度に関すること。
六 前各号に掲げるもののほか、国家公務員等の人事行政に関する事務（他の行政機関の所掌に属するものを除く）に関すること。
```

## 組織
- 参事官（総務担当）
- 参事官（調査担当）
- 参事官（給与担当）
- 参事官（職員担当）
- 参事官（労働担当）
- 参事官（争訟担当）
- 調査官（国際担当）

## 歴代総理府人事局長など

### 歴代人事局長
| 氏名     | 在任期間                        | 前職                                           | 後職                                           | 備考                                           |
| -------- | ------------------------------- | ---------------------------------------------- | ---------------------------------------------- | ---------------------------------------------- |
| 菅野弘夫 | 1979年11月10日 - 1979年11月13日 | （総理府総務副長官（事務担当）による事務取扱） | （総理府総務副長官（事務担当）による事務取扱） | （総理府総務副長官（事務担当）による事務取扱） |
| 亀谷禮次 | 1979年11月13日 - 1981年1月23日  | 賞勲局長                                       | 沖縄開発事務次官                               |                                                |
| 山地進   | 1981年1月23日 - 1982年8月27日   | 運輸省鉄道監督局長                             | 総理府総務副長官                               |                                                |
| 藤井良二 | 1982年8月27日 - 1984年7月1日    | 恩給局長                                       | 総務庁人事局長                                 |                                                |